# Principat d'Acaia
El principat d'Acaia va ser un estat establert en 1205 pels croats, com a vassall del regne de Tessalònica, al seu terme vassall de l'Imperi Llatí,  després de la destrucció de l'Imperi Romà d'Orient l'any 1204. Els francs van ocupar aquests territoris que estaven dominats per Aleix III Àngel, emperador romà d'Orient retirat a Macedònia i Tràcia. Ni Aleix III, ni l'antic emperador Aleix V Ducas (que havia estat cegat per Aleix III) i ni Miquel I Ducas, que s'havia independitzat a l'Epir no van poder resistir l'avanç dels croats; el primer es va rendir, el segon va fugir al Peloponès però va ser capturat, i el tercer fou derrotat a la batalla del camp d'oliveres el 1205. El principat va ser conquerit pel Despotat de Morea el 1429, que uns anys després (1460) va ser conquerit per l'Imperi Otomà.

## Antecedents
Després de la captura de Constantinoble i la dissolució de l'Imperi Romà d'Orient per la Quarta Croada el 1204, els croats victoriosos van repartir els territoris bizantins entre ells. Després de participar en la conquesta del nord de Grècia pels croats, el rei de Tessalònica, Bonifaci de Montferrat li va concedir el dret de conquerir el Peloponès, que en aquell temps anomenaven Morea. Però segons la Partitio terrarum imperii Romaniae acordada entre els líders croats i la República de Venècia, que havia finançat la croada, el territori del Peloponès pertocava als venecians, els quals només van mostrar interès a ocupar unes poques ciutats portuàries. Guillem de Champlitte, amb un petit exèrcit format només per uns cent cavallers i uns cinc-cents soldats, va conquerir la part nord de la regió sense trobar gaire resistència dels grecs.

## Història
El 1205 Guillem de Champlitte va convèncer al rei de Tessalònica, Bonifaci de Montferrat que ja que tenien ocupada una part de Messènia, la resta del Peloponès seria fàcil de conquerir. Jofré de Villehardouin va proposar compartir el territori conqueririen amb Guillem i aquest en va estar d'acord. Bonifaci va decidir que donaria en feu a Guillem el Peloponès. Jofré i Guillem van jurar fidelitat a Bonifaci i van sortir a conquerir la resta de la península. El romà d'Orient Miquel I Ducas, que al començament s'havia sotmès als croats, es va declarar independent i controlava des d'Etòlia fins a Acarnània en el Despotat de l'Epir. Aquest, amb el suport del general Miquel Cantacuzè, fill del ja difunt Joan Cantacuzè, va voler aturar els llatins a la part occidental del Peloponès i es va enfrontar amb Guillem de Champlitte però fou derrotat a Kato-Acaia, al fons del golf de Patres el 1205 acabant amb les seves ambicions. El Papa Innocenci III el va reconèixer Guillem de Champlitte el novembre de 1205 com a príncep d'Acaia (de tot el Peloponès); els grecs el van anomenar Campanezis (Καμπανέζης).
Els croats llatins, que dominaven el nord-oest del Peloponès, van poder avançar per l'Èlide entrant a la vial principal, Andravida, on foren rebuts pel bisbe i els notables locals. Després van avançar cap a la vall del riu Alfeu, Messènia, on van trobar resistència a la ciutat de Calamata, resistència que fou vençuda. Finalment van penetrar per la vall de Lacos on, entre les muntanyes Itome i Hel·lenitza, les forces locals gregues reclutades als pobles de Lacedemònia, Lacònia i Arcàdia (les poblacions de Veligosti i Nikli) foren aniquilades pels croats que així podien anar cap a la part sud o oriental de la península (1207). Només resistia el magnat Lleó Esgur a la fortalesa de l'Acrocorint, on va quedar assetjat, Argos i Nàuplia.
A la part oriental Monemvasia, Epidaur, Argos, Nàuplia i Corint, estaven en mans dels grecs, però Guillem de Champlitte abans de seguir avançant va voler organitzar el territori i la defensa de les zones ja dominades. Es va crear un consell de cavallers o barons amb quatre arconts grecs, presidit per Jofré de Villehardouin, que havia de distribuir les terres entre els principals senyors llatins. Com a domini particular Guillem va obtenir el litoral de l'Èlide i Messènia amb les planes que anaven cap a l'interior d'aquestes regions. Es van crear dotze baronies que foren concedides als dotze principals cavallers francs.
El 1208 Guillem va saber la mort sense fills del seu germà Lluís, vescomte o regent del vescomtat de Dijon i altres senyories a Borgonya que Guillem considerava la seva herència (d'Eudes II o de Lluís); llavors va marxar a Borgonya per reclamar els seus drets deixant el seu nebot Hug com a delegat (batlle) a Acaia i amb Jofré de Villehardouin al front de la comissió que repartia els feus assignats a Acaia. Guillem va morir pel camí, a la Pulla (1209) i el seu nebot Hug de Champlitte va morir també poc després. A Acaia l'hauria succeït el seu cosí Robert; el "Llibre de la Conquesta de Morea", escrit per Jofré de Villehardouin explica que “Guillem va nomenar un cosí seu de nom Robert” com a successor a Acaia però que la seva arribada a Grècia fou retardada per les maquinacions de Jofré de Villehardouin fins a acabaments d'any, i no va poder complir amb el que s'havia convingut amb Guillem de Champlitte, fet que va resultar en l'elecció de Jofré com a hereu.
La República de Venècia i Jofré de Villehardouin van acordar el juny 1209 pel tractat de Sapienza la partició del Peloponès, reconeixent Villehardouin en possessió de tota la península tret de les fortaleses de Modó i Coron, que van passar a estar sota control venecià, i va assegurar privilegis comercials i fiscals al Principat.
Els Villeharduin en van ser prínceps fins al 1278 fins que Guillem II d'Acaia, arruïnat econòmicament per diverses guerres (principalment la guerra de successió d'Eubea i la derrota a Pelagònia quan fou fet captiu) va trobar la solució als seus problemes traspassant el títol a la dinastia Anjou de Nàpols.

## Pretendents de la dinastia Capet d'Anjou-Sicília
El 1267 es va concloure un tractat a Viterbo en què Balduí II de Constantinoble i Carles I d'Anjou unien forces contra el reinstaurat Imperi Romà d'Orient. En una de les clàusules, Guillem II d'Acaia casava la seva filla Isabel amb Felip d'Anjou-Nàpols, fill de Carles I d'Anjou, amb la condició que si la parella no tenia fills, el Principat d'Acaia passaria a ser domini dels Anjou. La parella no va tenir fills però ella es va tornar a casar i Carles II d'Anjou, rei de Nàpols, va infeudar el principat el 1289 a Isabel I d'Acaia i als seus successius marits: Florenci d'Hainaut i després Felip I del Piemont. Però el 1307 va ser-ne desposseïda i Carles II va concedir el feu al seu propi fill Felip I de Tàrent, qui es va casar amb Caterina de Valois-Courtenay, posseïdora del títol d'emperadriu llatina. Posteriorment Felip I de Tàrent va cedir els seus drets el 1313 a Matilda d'Hainaut, filla del segon matrimoni d'Isabel I d'Acaia.

## Conflicte amb la Casa de Mallorca
De sobte, va sorgir una pretendent rival al títol de princesa d'Acaia, Margarida, germana menor d'Isabel, que va engrescar el seu gendre Ferran de Mallorca per defensar els suposats drets successoris d'Isabel de Sabran contra els de la seva cosina, Matilda d'Hainaut. L'exèrcit del marit de Matilda, Lluís de Borgonya, es va enfrontar amb el de Ferran de Mallorca i Ferran va morir en la batalla de Manolada el que entre 1316.
A la mort de Lluís de Borgonya el 1318, els clams sobre el principat van passar després d'algunes vicissituds a Joan I de Gravina, germà menor de Felip I de Tàrent. Joan va cedir els drets el 1333 a la seva cunyada Caterina de Valois-Courtenay.
Jaume III de Mallorca, fill de Ferran de Mallorca i d'Isabel de Sabran, va continuar amb la pretensió al títol i el 1333 va aconseguir el reconeixement general dels seus drets, però el 1349 va morir en la batalla de Llucmajor. Els seus drets van passar al seu fill Jaume IV de Mallorca.
Per l'altra banda, els drets de Caterina van passar el 1346 al seu fill Felip II de Tàrent que el 1373 va renunciar en favor de la seva cunyada, la reina Joana I de Nàpols.

## Unió dels pretendents
Jaume IV de Mallorca es va casar el 1363 amb la reina Joana I de Nàpols, pretendent de la dinastia Capet d'Anjou-Sicília, i així es va acabar amb la disputa sobre el principat. Jaume IV de Mallorca va morir el 1375 i Joana va ser així princesa única del 1375 al 1381. Joana va ser princesa fins al 1381, assistida des del 1375 pel seu quart marit Otó de Brunswick-Grubenhagen, i després va retornar a Jaume dels Baus, que era fill de Margarida de Tàrent amb Francesc dels Baus i, per tant, net de Felip I de Tàrent.
Per contra, Elisabet de Mallorca, germana de Jaume IV de Mallorca, va reclamar els seus drets el 1375 i els va vendre el 1376 a Lluís d'Anjou.

## Desaparició dins del Despotat de Morea
El principat, ja molt fragmentat, era pràcticament un títol; els que el van ostentar no van tenir més poder que a les baronies que dominaven. El 1381 Jaume dels Baus va contractar la companyia navarresa per recuperar el territori i ells ho van aconseguir; llavors va nomenar Mahiot de Coquerel, batlle d'Acaia i a la mort d'aquest el juliol del 1387, el capità Pere de San Superano en va assumir el govern. El 6 de setembre d'aquell mateix any, el papa Urbà VI va declarar que, tenint en compte que els successors de Jaume dels Baus havien passat els seus drets a la Santa Seu, el Principat d'Acaia li pertanyia i en va nomenar vicaris a San Superano i a l'arquebisbe de Patres. San Superano no es va conformar a ser només vicari i va oferir a Ladislau, fill de Carles III de Nàpols i hereu de Jaume dels Baus, comprar-li el títol i aquest va acceptar. El pagament, però, va ser acabat d'efectuar pel tutor del seu fill, Centurió II Zacaries.
El principat va ser ocupat el 1429 per Tomàs Paleòleg, dèspota de Morea i gendre del darrer príncep Centurió II Zacaries (1404-1429), que va conservar només Arcàdia fins al 1432. El Despotat de Morea era una regió de l'Imperi Romà d'Orient que finalment va ser conquerida per l'Imperi Otomà el 1460.

## Escuts

Escut del Principat d'Acaia sota el domini de la Dinastia Champlitte
Escut del Principat d'Acaia sota el domini de la Dinastia Villehardouin d'Acaia
Escut dels pretendents de la Primera Dinastia Capet d'Anjou-Sicília

## Prínceps d'Acaia
- Vegeu Llista de prínceps d'Acaia

## Batlles d'Acaia
- Per Carles d'Anjou:
  - Galeran d'Ivry, senescal de Sicília, 1278-1280
  - Felip de Lagonessa, senyor de Rocca di Guglielmo, 1280-1282
  - Guiu de la Trémouille, baró de Calandritsa, 1282-1285
  - Guillem de la Roche, duc d'Atenes, 1287-1287
  - Nicolau (II) de Saint Omer, consenyor de Tebes, 1287-1289
  - Guiu de Charpigny, baró de Vostitza, 1289
- Per Isabel de Villehardouin i Felip de Savoia
  - Ricard Orsini, comte de Cefalònia, 1297-1300
  - Nicolau (III) de Saint Omer, consenyor de Tebes, 1300-1302 i 1305-1307
- Per Felip II de Tàrent:
  - Guiu de la Roche, duc d'Atenes, 1307-1308
  - Bertin Visconte, 1308-1309
  - Tomas de Marzano, 1309-1313
- Per Joan de Gravina:
  - Eustaqui Pagano de Nocera, 1317-1318
  - Frederic Trogisio, 1318-1321
  - Lidorio Guindazo, 1321-1322
  - Perronet de Villamastray, 1322-1323
  - Nicolau de Joinville, 1323-1325
  - Pere de Sos, 1325-1327
  - Francesc della Monaca, 1327-1329
  - Guillem Frangipani, arquebisbe de Patras, 1329-1331
  - Gerard d'Anguilara, 1331-1332
- Per Caterina de Valois:
  - Gandimo Romano di Scalea, 1333
  - Pere de San Severo, 1333-1336
  - Bertran dels Baus, senyor de Corteson, 1336-1338
  - Nicolau degli Acciajouli, 1340-1341
  - Bertran dels Baux, senyor de Corteson (2a vegada), 1341-1346
- Per Robert II de Tàrent:
  - Joan Delbuy, 1348
  - Pere Minutolo, 1355-1356
  - Francescde Massa, arquebisbe de Corint, 1356-13?
  - Alexandre Brancacció Imbriaco, mariscal, 1363-1364
- Per Felip III de Tàrent:
  - Carles Zeno, 1366-1369
  - Baltasar de Sorba, comte d'Almissa, 1370-1373
- Per Joana I de Nàpols:
  - Francesc de Sanseverino, 1374-1376
- Per l'Ordre de Sant Joan de Jerusalem:
  - Joan Fernández de Heredia, gran mestre de Rodes, 1377-1379
  - Hessó de Schlegelbolt, governador de Morea, 1379-1381
  - Rostany de Lagonessa, governador de Calamata, 1379-1381
- Per Jaume dels Baus:
  - Maiotto de Coccarelli 1381-1383 (pel seu compte 1383-1386)
- Pere Burdeaux de Saint-Supéran, senyor de Landirans, capità de la Gran Companyia Navarresa (1380), vicari general de Morea 1386-1396, prìncep de Morea 1396-1402 (+1402)
  - Nerio degli Acciajouli, batlle nominal de Morea i Lepant nomenat el 1391 pel rei de Nàpols Ladislao, després duc d'Atenes, 1391-1394
  - Raul Schoppe, comandant de l'Ordre Teutònica a Mostenitza, batlle per Saint Supéran 1392-1396
  - Àngel degli Acciajouli, arquebisbe de Patres, batlle pel rei de Nàpols, 1394-1396
- Bernat Varrassa, juntament amb Saint-Supéran (+ 1386)
- Maria Zaccaria (esposa de Saint Supéran), princesa regent de Morea en nom dels seus dos fills menors de nom desconegut, 1402-1404 (deposada 20-4-1404)
- Centurió II Zacaries (Zaccaria), príncep de Morea, 1404-1430 (deposat 1430, mort 1432)